# Йосиф Замбелис
Йосиф (на гръцки: Ιωσήφ) е гръцки духовник, митрополит на Вселенската патриаршия.

## Биография
Роден е около 1774 година с фамилията Замбелис (Ζαμπέλης) на Цикладите. Служи като протосингел на Сярската епархия.
От 8 януари 1814 до август 1826 година заема епископския престол в Правища. Ръкоположен е на 29 април 1814 година в Нигрита ог митрополит Партений Драмски в съслужение с митрополитите Хрисант Серски и Антим II Мелнишки.
Занимава се с революционна дейност. През август 1826 година сяда на митрополитския престол във Виза, но на 28 септември подава оставка. След това от октомври 1826 година до оставката си на 11 септември 1833 година е нишки митрополит. На 31 юли 1834 година заедно с брат си Атанасиос Замбелис пристига от Солун на Скопелос. До смъртта си на 22 януари 1850 година е наместник на епископ Неофит Евбейски (1841 - 1851).
След смъртта му костите му са предадени на жителите на Правища, които ги погребват в южния перистил на катедралата „Свети Николай“. Костите са унищожени от българските окупационни части през Първата световна война и сега гробът е празен.